# Ceilândia

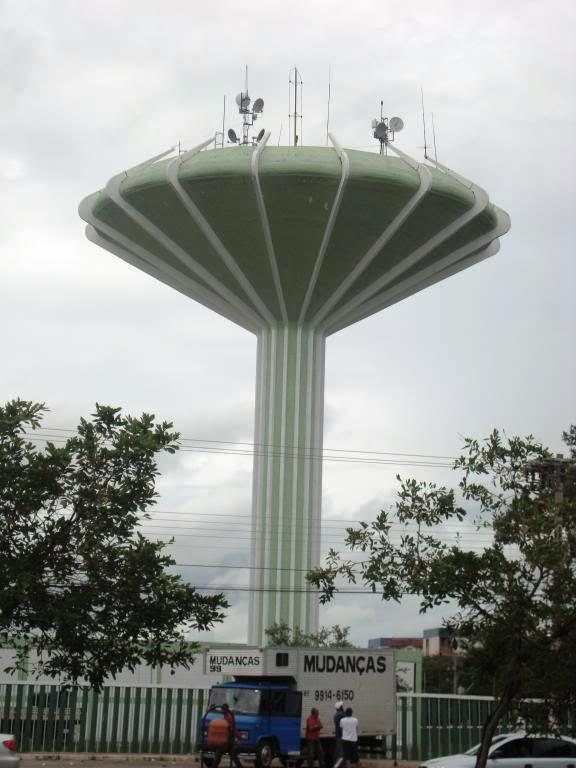
Der ikonische Wasserturm von Ceilândia

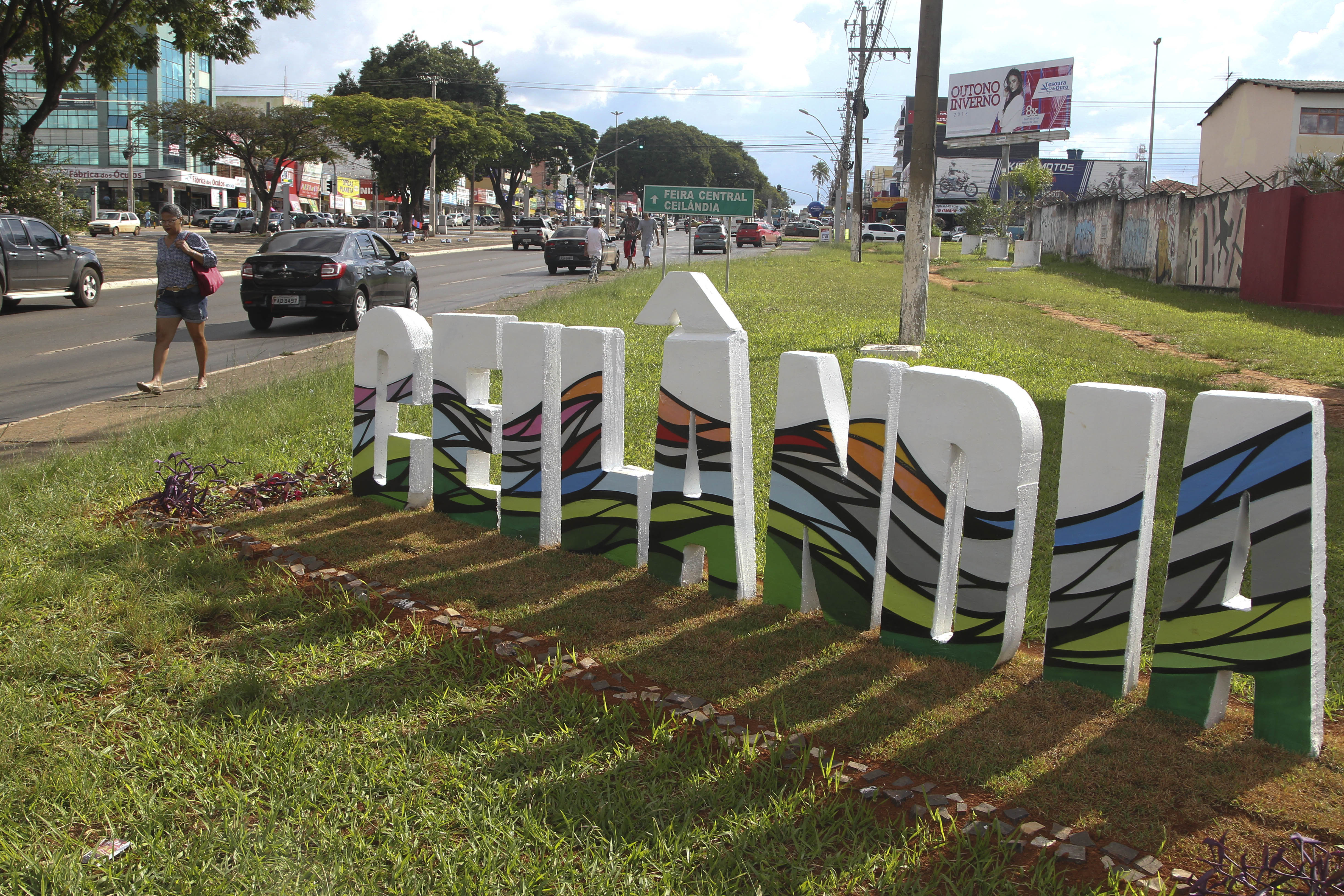
Zeichen des Eingangs von Ceilândia

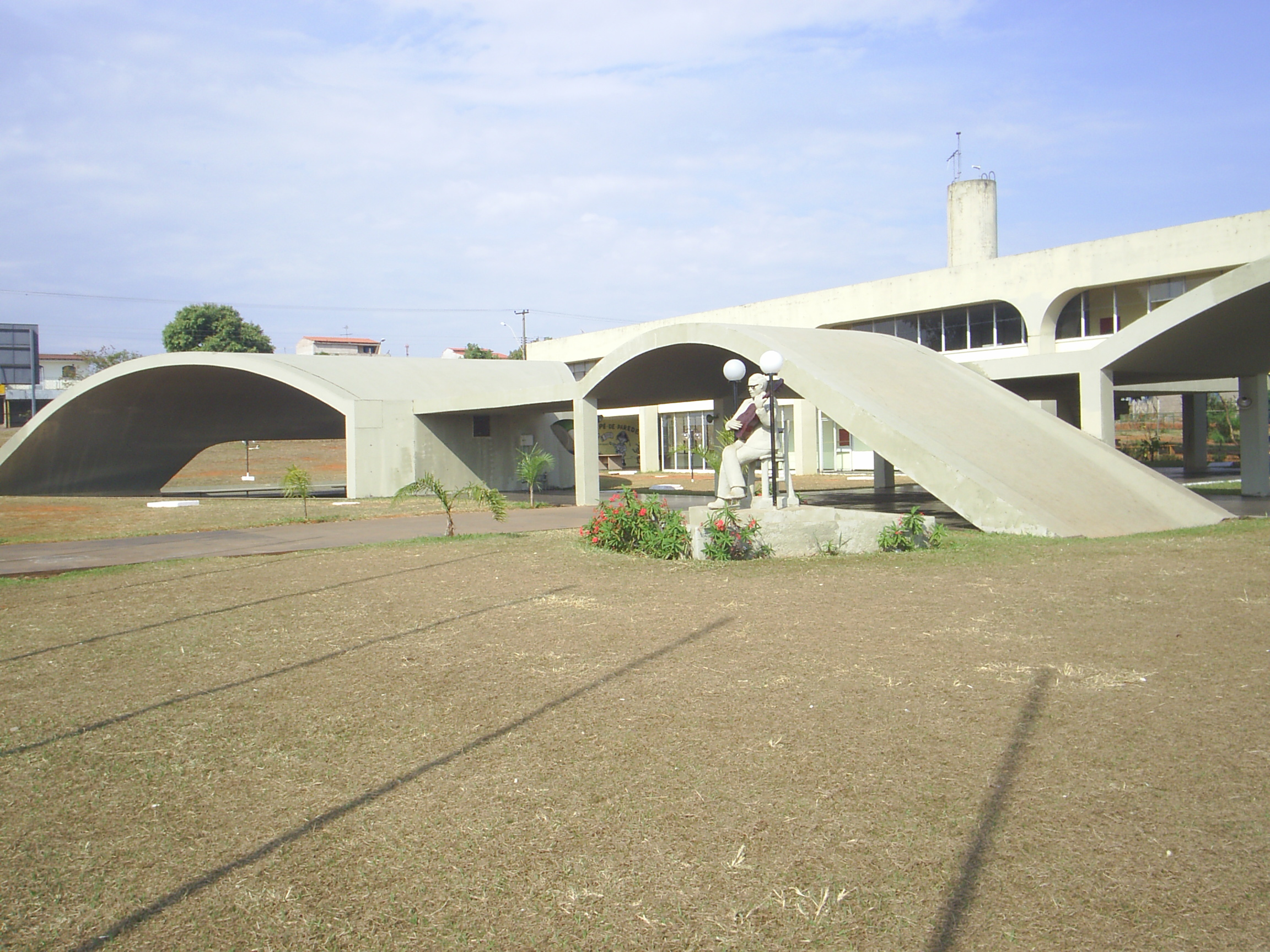
Casa do Cantador

Ceilândia ist die Verwaltungsregion IX, amtlich portugiesisch Região Administrativa de Ceilândia, im brasilianischen Bundesdistrikt. Sie befindet sich etwa 26 km westlich des Zentrums von Brasília. Ceilândia wurde als Satellitenstadt für Brasília in den 1970er Jahren konzipiert, um zu vermeiden, dass Zuwanderer invasionär aus anderen Regionen um Brasilia Favelas (illegale Siedlungen ohne Besitzansprüche auf Land) errichteten. Die Namenswurzel "Cei" im Namen von Ceilândia steht für 'CEI' (portugiesisch Campanha de Erradicação de Invasões, deutsch Zentrum für die Beseitigung illegaler Siedlungen). Ein großer Teil der Bewohner stammt aus dem Nordosten Brasiliens. Ceilândia hatte bei der letzten Volkszählung im Jahr 2010 398.374 Einwohner. Die Region besitzt zahlreiche Märkte wie etwa der Feira Central.
In Ceilândia befindet sich mit Sol Nascente auch die von der Einwohnerzahl nach Rocinha zweitgrößte Favela Brasiliens. Die Kriminalitätsrate in Ceilândia ist hoch. Die Region beherbergt auch eine Fakultät der Universidade de Brasília mit Studiengängen im Gesundheitswesen.
Kennzeichen der Stadt sind der Wasserturm, der sogar auf der Flagge zu sehen ist, und das vom Architekten Brasilias Oscar Niemeyer gestaltete Casa do Cantador, in dem Sänger aus dem Nordosten Shows aufführen.
In Ceilândia ist der Fußballverein Ceilândia EC beheimatet, der 2010 Meister des Bundesdistriktes wurde. Ortsrivale ist die Sociedade Atlético Ceilandense.
Ceilândia ist durch folgende Metrostationen an das Stadtzentrum angebunden: Ceilândia Sul, Guariroba, Ceilândia Centro, Ceilândia Norte und Ceilândia.

## Kommunalpolitik
Seit 1. Januar 2019 ist der Chef der Zivilpolizei (Delegado de Polícia Civil) und Distriktabgeordnete Fernando Batista Fernandes ernannter Regionaladministrator. Fernando Fernandes ist Mitglied des Partido Republicano da Ordem Social (PROS).